# Volucrispora graminea
Volucrispora graminea är en svampart som beskrevs av Ingold, P.J. McDougall & Dann 1968. Volucrispora graminea ingår i släktet Volucrispora, divisionen sporsäcksvampar och riket svampar.   Inga underarter finns listade i Catalogue of Life.